# Poskoci (navijači)
Poskoci su navijačka skupina HŠK Posušja.
Navijači su i HKK Posušja.
Ime svoje skupine su uzeli 2001. godine, za vrijeme susreta protiv čapljinske nogometne momčadi.
Navijači su se prije zvali Torcida Posušje, jer su navijači dijelom Torcide, navijačke skupine splitskoga Hajduka.

## Vanjske poveznice
- Službene stranice (mrtva poveznica)  Arhivirana inačica izvorne stranice od 22. rujna 2006. (Wayback Machine)